# Pavetta lindina
Pavetta lindina är en måreväxtart som beskrevs av Cornelis Eliza Bertus Bremekamp. Pavetta lindina ingår i släktet Pavetta och familjen måreväxter. Inga underarter finns listade i Catalogue of Life.